# Jailbreak (album)
Jailbreak je šesté studiové album irské skupiny Thin Lizzy, vydané roku 1976. V USA zaznamenalo komerční průlom;jako singly vyšly skladby "Jailbreak" a "The Boys Are Back in Town", nakonec největší hit Thin Lizzy.

## Sezanam skladeb
Vše napsal Phil Lynott, výjimky jsou uvedeny.

### Strana jedna
1. "Jailbreak" – 4:01
2. "Angel from the Coast" (Lynott, Brian Robertson) – 3:03
3. "Running Back" – 3:13
4. "Romeo and the Lonely Girl" – 3:55
5. "Warriors" (Lynott, Scott Gorham) – 4:09

### Strana dva
1. "The Boys Are Back in Town" – 4:27
2. "Fight or Fall" – 3:45
3. "Cowboy Song" (Lynott, Brian Downey)– 5:16
4. "Emerald" (Gorham, Downey, Robertson, Lynott) – 4:03

### Singly
- "The Boys are Back in Town" / "Emerald" - 17. dubna 1976

V některých zemích, včetně USA a Kanady, je "Jailbreak" na B-straně.
- "Jailbreak" / "Running Back" - 30. července 1976
- "Cowboy Song" / "Angel from the Coast" (jen Kanada a USA)

## Sestava
- Brian Downey - bicí, perkuse
- Scott Gorham - kytara
- Phil Lynott - baskytara, zpěv, akustická kytara
- Brian Robertson - kytara,
- Tim Hinkley - klávesy